# Hendrik Jan Woudenberg
Hendrik Jan (Henk) Woudenberg (Amsterdam, 19 september 1891 – aldaar, 4 juli 1967) was een Nederlands politicus voor de NSB.

## Levensloop
Woudenberg was een uit IJmuiden afkomstige politicus en vakbondsman van de NSB. Hij kreeg dat laatste predicaat, omdat hij sinds 1935 voorzitter was van de Nationale Werknemers-Vereeniging (NWV), de nationaalsocialistische vakbond. In 1938 werd hij gekozen als lid van de Tweede Kamer der Staten-Generaal voor de NSB. Tijdens de oorlog was hij van 1940 tot 1942 voorzitter van het NVV. In 1942 werd hij leider van het Nederlandsche Arbeidsfront (NAF), een (grotendeels mislukte) kopie van de Deutsche Arbeitsfront (DAF). Hij was tevens redacteur van verschillende NSB-bladen, zoals Volk en Vaderland.
Na de oorlog werd Woudenberg uiteindelijk tot twintig jaar cel veroordeeld, maar in 1956 vrijgelaten. Hij was de broer van de socialistische voorman Kees Woudenberg. Hij had een dochter en twee zoons, van wie de een, Dick Woudenberg, de vader is van actrice Kathenka Woudenberg en de ander, Jan (Velsen, januari 1920 ― Silezië, januari 1945), de vader is van acteur Helmert Woudenberg.
In 2015 kwam Woudenberg kort in het nieuws toen de FNV bij de viering van de Dag van de Arbeid per abuis een filmfragment afspeelde waar Woudenberg spreekt bij de viering van de Dag van de Arbeid in 1941.